# Vitor Facchinetti
Vitor Ribeiro Facchinetti (Salvador, 13 de outubro de 1984) é um ator brasileiro.

## Carreira
Estreou na televisão em 2008, na minissérie Capitu, adaptação feita pela Rede Globo do livro Dom Casmurro, de Machado de Assis. Um ano mais tarde, fez parte do elenco da minissérie Som & Fúria, também da Rede Globo.
Em 2010, transfere-se para a Rede Record, onde teve um personagem de destaque na novela Ribeirão do Tempo . Em 2012, chegou a se cogitar o nome de Vitor para a segunda temporada da telenovela Rebelde, da Rede Record, mas o fato foi desmentido pela emissora. No mesmo ano, entra para o elenco da novela Balacobaco, escrita por Gisele Joras.

## Filmografia

### Televisão
| Ano  | Título            | Personagem              | Notas                            |
| ---- | ----------------- | ----------------------- | -------------------------------- |
| 2008 | Capitu            | Dandi do Cavalo-Alazão  |                                  |
| 2009 | Som & Fúria       | Thiago                  |                                  |
| 2010 | Ribeirão do Tempo | André Rocha             |                                  |
| 2012 | Balacobaco        | Rafael Fortunato Corrêa |                                  |
| 2017 | Pega Pega         | Carlos                  | Episódio: "12 de agosto de 2017" |